# Stenochironomus licinus
Stenochironomus licinus är en tvåvingeart som beskrevs av Art Borkent 1984. Stenochironomus licinus ingår i släktet Stenochironomus och familjen fjädermyggor. Inga underarter finns listade i Catalogue of Life.